# Le Pompidou
Le Pompidou (okcitán nyelven Lo Pompidor) - község Franciaország déli részén, Lozère megyében. 2011-ben 175 lakosa volt.

## Fekvés
Le Pompidou a Cévennekben fekszik, a hegység egyik vonulatának tetején, mely a Saint-Jean-i Gardon (Vallée Borgne) és a Miale-i Gardon (Vallée Française) völgye között húzódik. A Floractól 23 km-re délre fekvő település 774 m magasan fekszik, bár közigazgatási területe 379–1047 m magasan terül el.
A falun keresztülhalad a Corniche des Cévennes panorámaút (D9), mely Floracot a Gard megyei Saint-Jean-du-Garddal (30 km) köti össze. Pompidou után (Florac felé) hosszú szerpentinek vezetnek fel a Can de l´Hospitalet-fennsíkra.
Nyugatról Vebron, délnyugatól Bassurels, északkeletről Barre-des-Cévennes és Molezon, keletről Gabriac, délről a Gard megyei Saint-André-de-Valborgne határolja. Hozzá tartozik Montredon, Le Masaribal, Le Crouzet, Le Masbonnet (a Vallée Française-ban), valamint La Loubière (a Vallée Borgne-ban) és Malataverne.

## Történelem
Le Pompidou a régi királyi út mentén fekszik, a történelmi Gévaudan déli határán. Az 1851-ben még 1000 főt meghaladó népesség az elvándorlás miatt töredékére csökkent. A falu eredeti neve Saint-Flour-de-Pompidou volt; a francia forradalom idején kapta jelenlegi nevét. Napjainkban az idegenforgalom a község fő bevételi forrása.

### Demográfia
| Év   | Lakosság |
| ---- | -------- |
| 1793 | 581      |
| 1851 | 1093     |
| 1876 | 845      |
| 1901 | 653      |
| 1936 | 350      |

| Év   | Lakosság |
| ---- | -------- |
| 1946 | 312      |
| 1954 | 248      |
| 1962 | 231      |
| 1968 | 275      |

| Év   | Lakosság |
| ---- | -------- |
| 1975 | 228      |
| 1982 | 144      |
| 1990 | 158      |
| 1999 | 154      |
| 2010 | 183      |

## Nevezetességek
- A Saint-Flour-de-Pompidou-templom a 12. században épült román stílusban. 1746 után elhagyták és mezőgazdasági épületként hasznosították, majd 1960 után helyreállították.

## Képtár

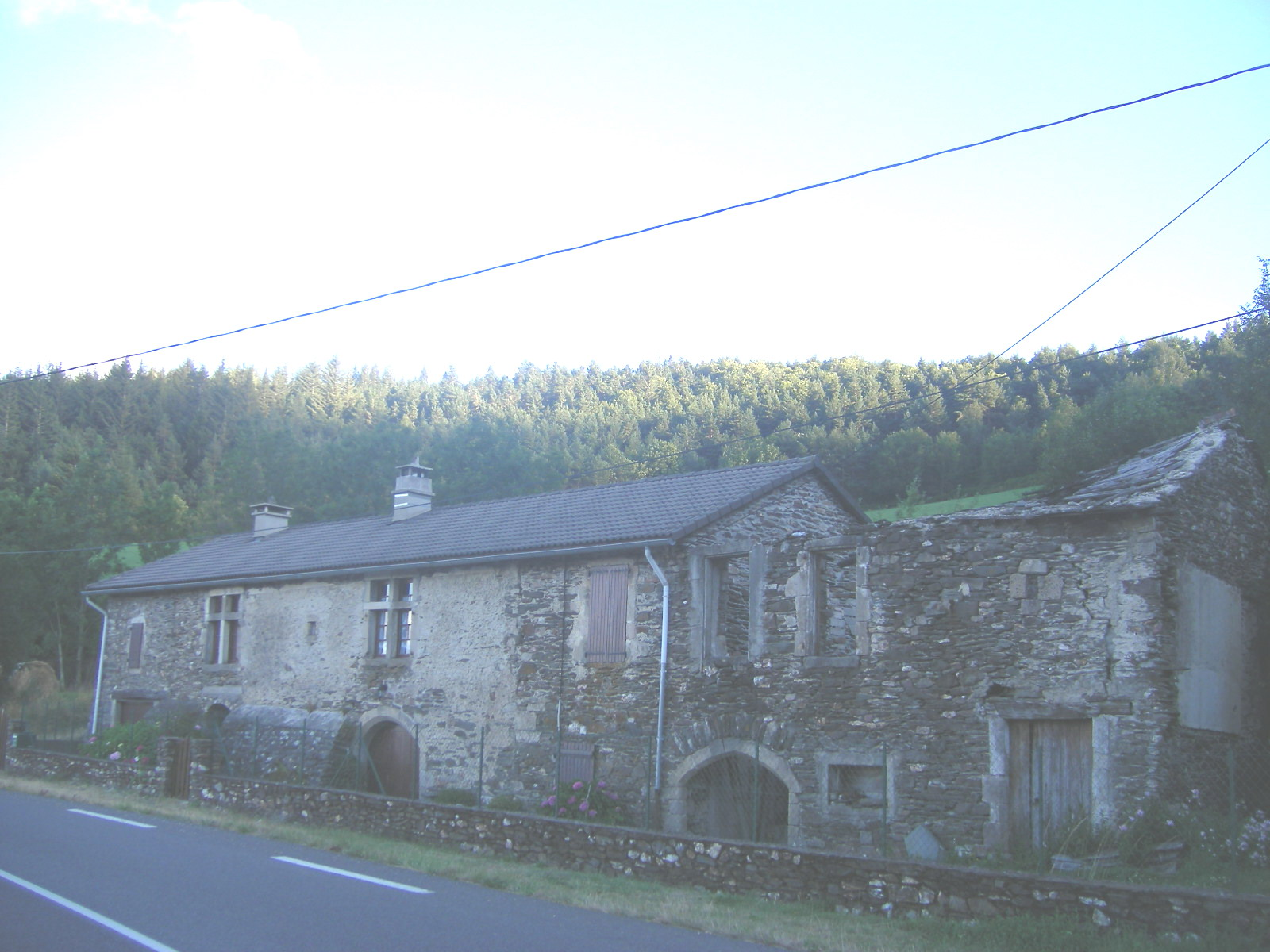
Malataverne
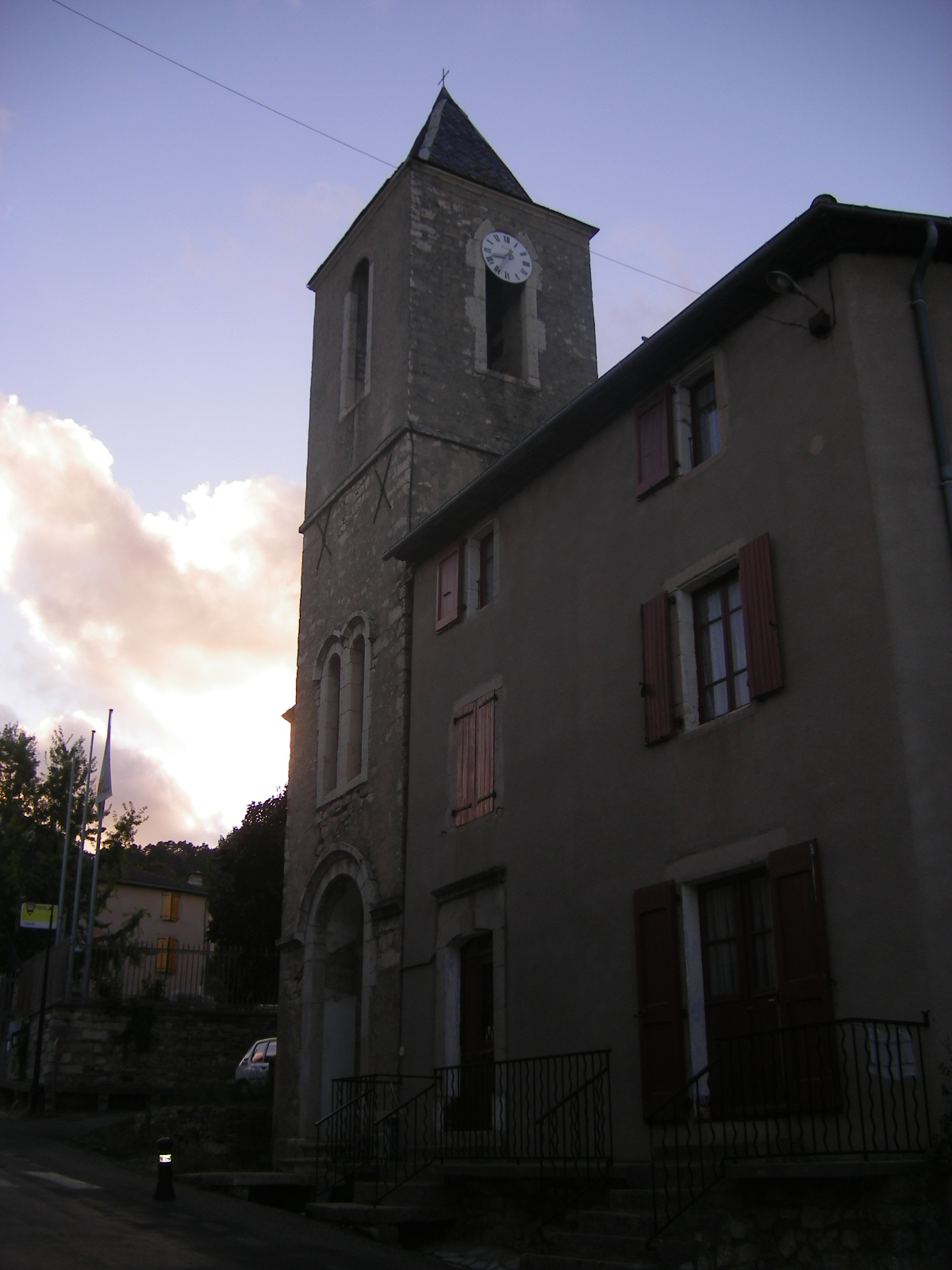
Le Pompidou
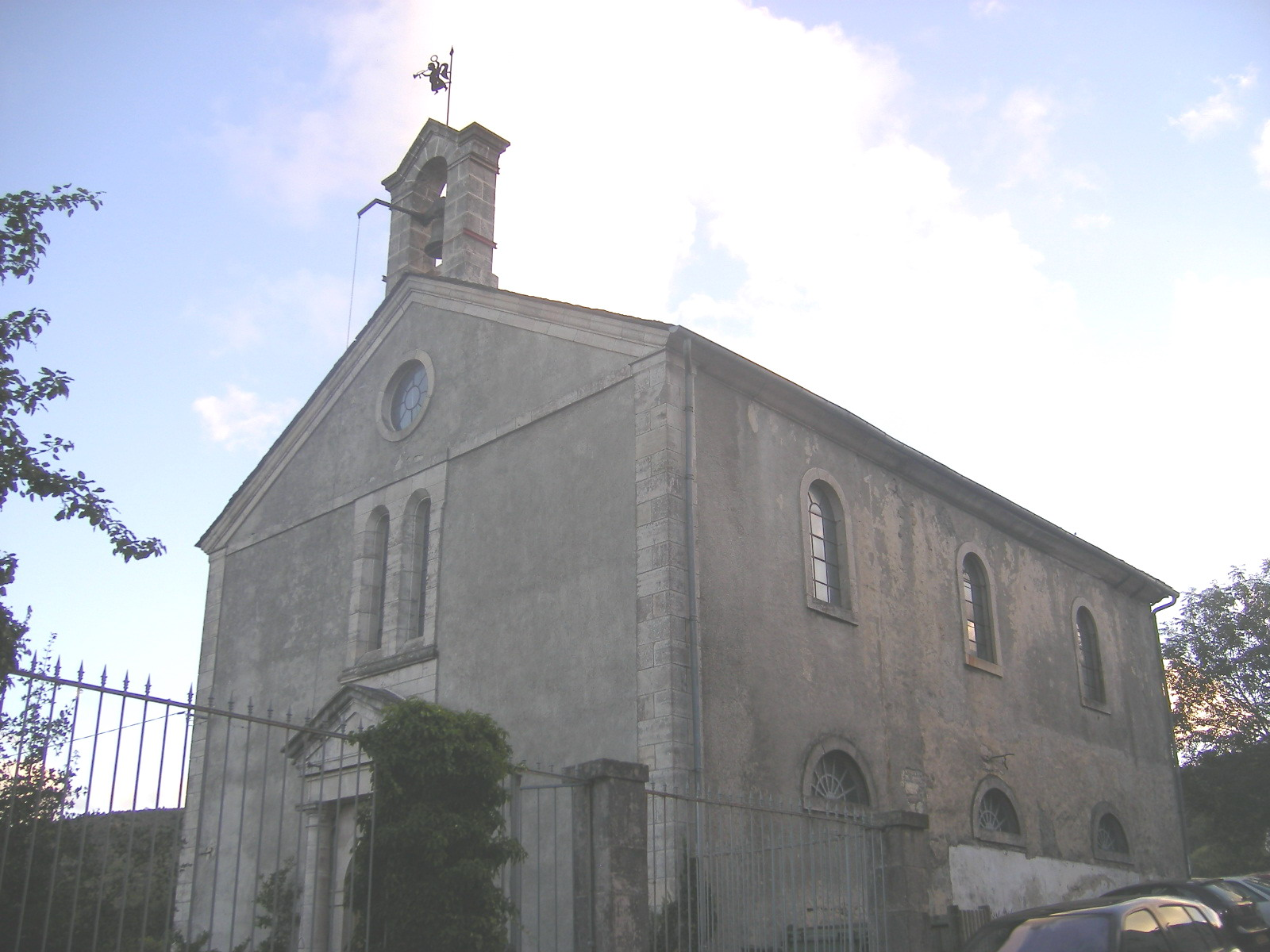
Le Pompidou
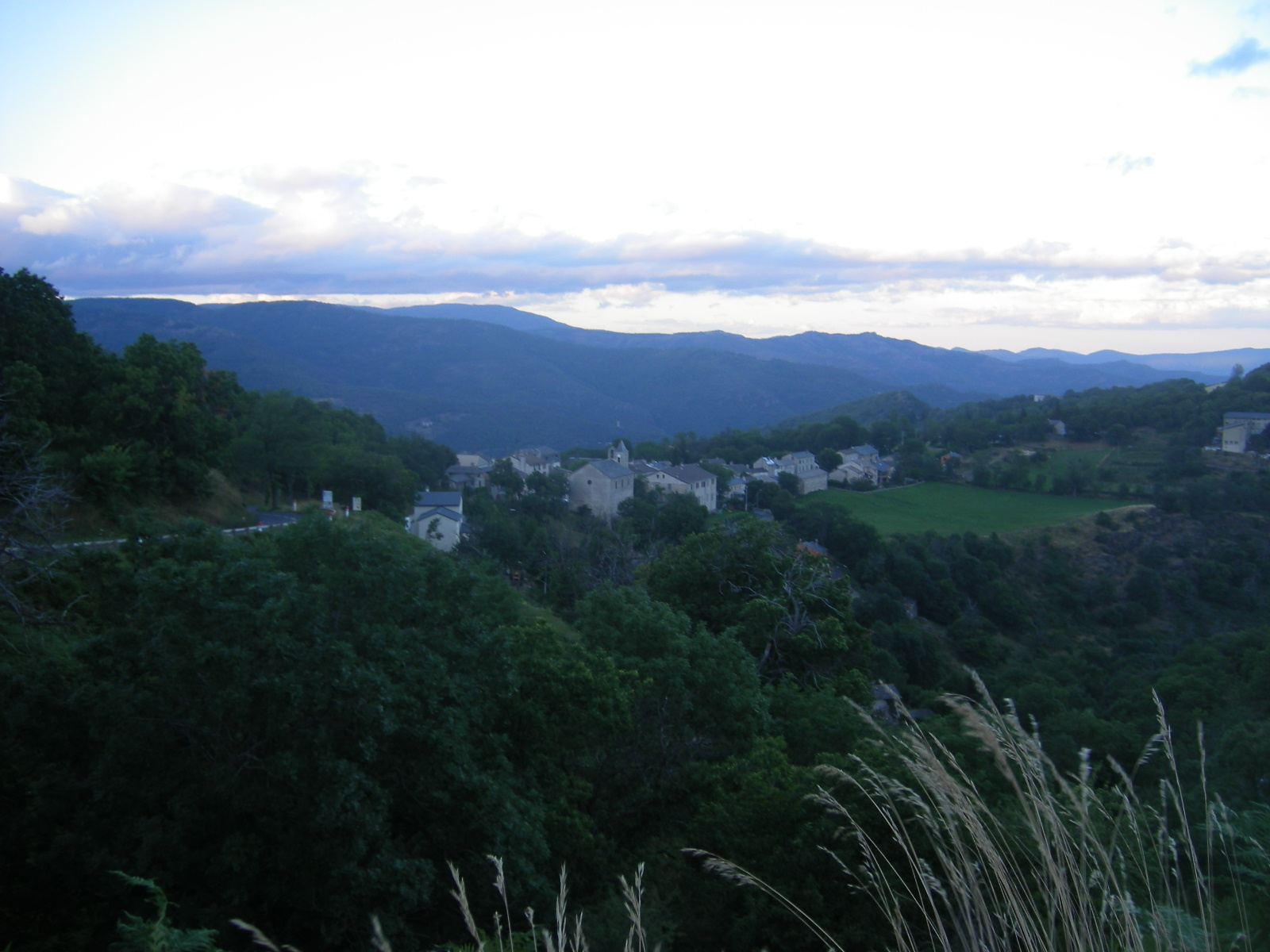
Le Pompidou látképe nyugatról
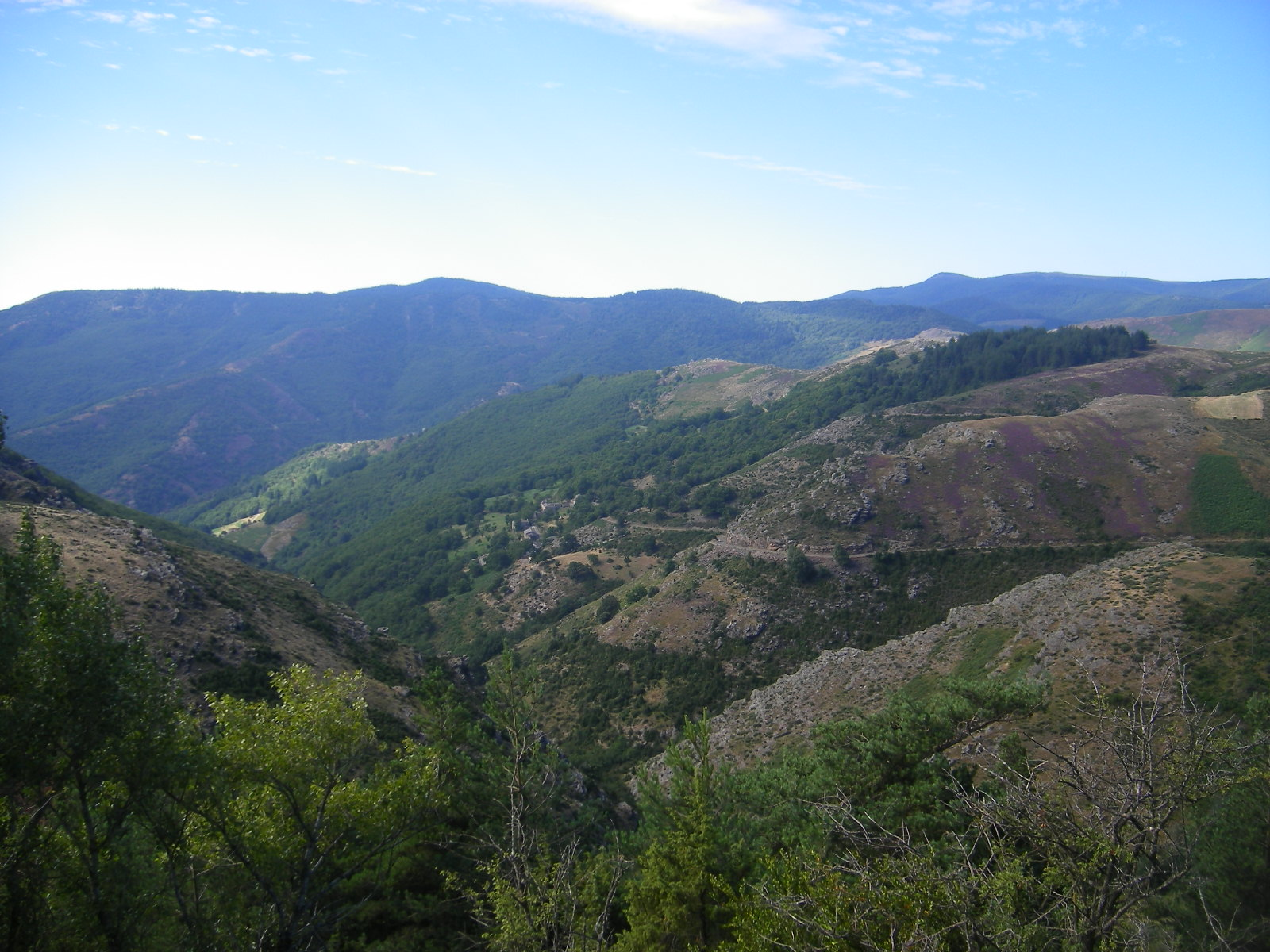
Kilátás a Vallée Borgne felé
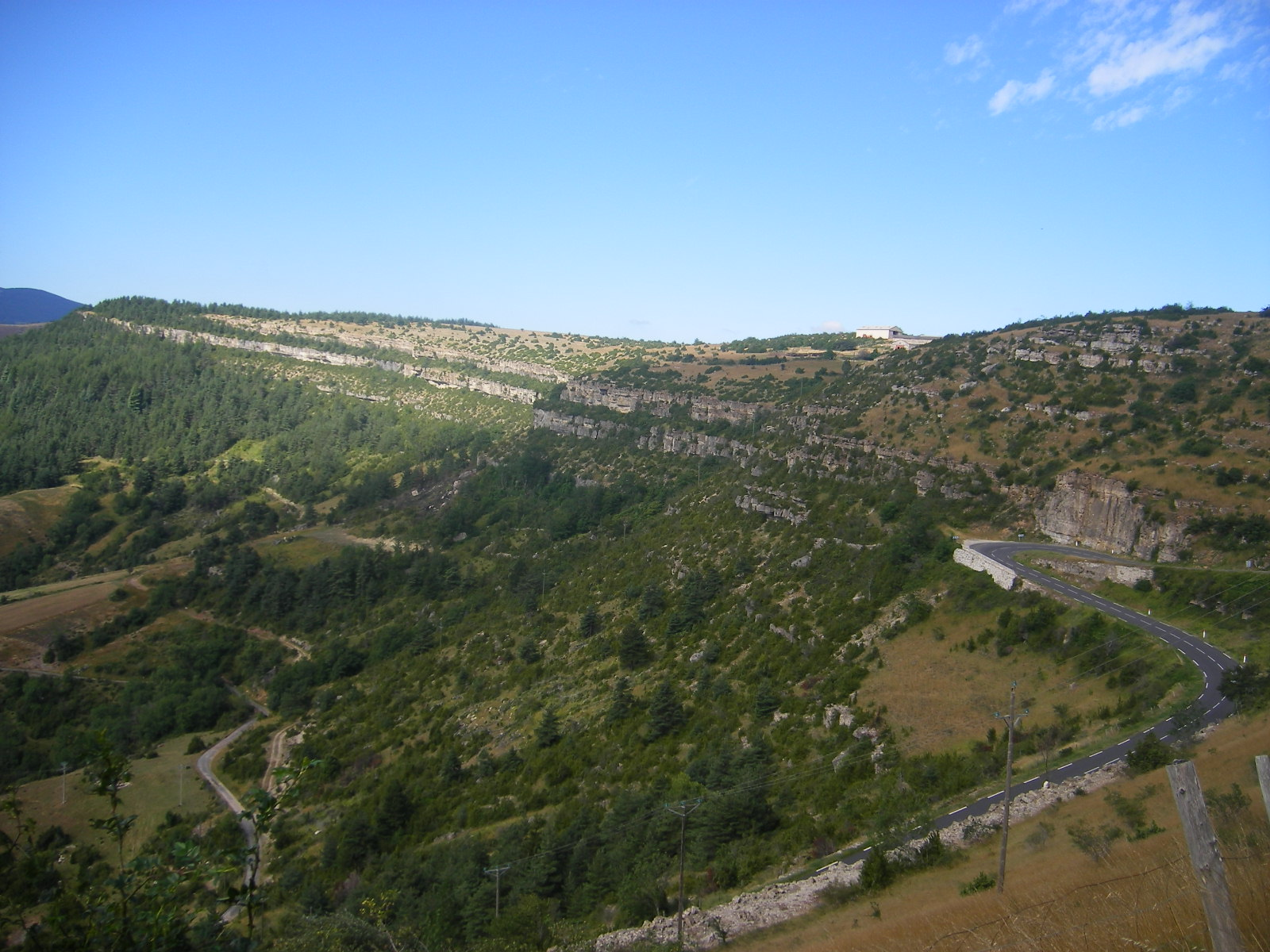
A Can de l´Hospitalet-i szerpentin

## Kapcsolódó szócikk
- Lozère megye községei